# Zuzana je všude jako doma
Zuzana je všude jako doma (1965) je čtvrtá semaforská „Zuzana“, tj. pásmo písniček, které prokládá průvodní slovo dívky Zuzany. Tu po Zuzaně Stivínové hrála Zuzana Burianová. Ze scénáře se zachovaly pouze fragmenty, takže o hře toho není mnoho známo.
Pásmo doplňovaly krátké filmy ze života Zuzany, které natočil Jiří Suchý a Rudolf Milič ml.
Zpěváky na pódiu doprovázel Orchestr divadla Semafor, který řídil Ferdinand Havlík.

## Seznam písniček
- Ba ne, pane
- Čekání na tetu
- Kytky se smály
- Modrý džínsy
- Na louce zpívaj drozdi
- Na vrata přibili můj stín
- Nekoukejte, slečno, na čočku
- Nevím kudy kam
- Písnička pro kočku
- Řada koní
- Stála basa u Picassa
- Stárnutí
- To nám, slečno, nedělejte
- Ubohý otec
- Vlny

Podle webu Semafor.wdr.cz byly součástí představení i písně Oudolí a Jako Penelopa.

## Knižní vydání textu hry
- Encyklopedie Jiřího Suchého, svazek 10, divadlo 1963–1969, Karolinum a Pražská imaginace, Praha 2002: s. 274–277. – Pouze fragmenty.